# Dash! Yonkuro
 (јап. ダッシュ! 四駆郎, Dash! Yonkurō) јапанска је манга серија коју је написао и илустровао Заурус Токуда. Објављивала се од новембра 1987. до фебруара 1993. године у манга часопису CoroCoro Comic издавачке куће Shogakukan. Прича користи мини-формуле (Mini 4WD) које су базиране на производу корпорације Tamiya. Аниме адаптацију овог наслова радили су студији Staff 21 и Aubekku, у сарадњи са корпорацијом Tokyu Agency. Серија се од 3. октобра 1989. до 27. марта 1990. године емитовала на јапанском каналу TV Tokyo. Наставак манге, Hyper Dash! Yonkuro (јап. ハイパーダッシュ! 四駆郎), се објављивао од 14. марта 2015. до 15. марта 2021. године у часопису CoroCoro Aniki и дело је манга уметника Хиројукија Такеија.

## Радња
Прича прати Јонкура Хиномаруа и Dash ратнике, и њихове напоре да победе у разноликим Mini 4WD тркама.

## Франшиза

### Манга
Мангу је написао и илустровао Заурус Токуда. Серијализовала се од 14. новембра 1987. до 15. фебруара 1993. године у месечном манга часопису CoroCoro Comic. Поглавља су сакупљена у 14 танкобона. Чак и пре овог наслова, изашло је неколико прича које су се користиле мини-формулама. Dash! Yonkuro, заједно са мангом Bakusō Kyōdai Let's & Go!!, популаризовао је Mini 4WD франшизу компаније Tamiya. Иако је Токуда преминуо 2006. године, манга је добила наставак. Аутор наставака, Хиројуки Такеи, затражио је дозволу Токудине породице, након чега је уз њихов благослов објавио Hyper Dash! Yonkuro. Наставак се од 14. марта 2015. до 15. марта 2021. објављивао у часопису CoroCoro Aniki, да би касније прешао на CoroCoro Online, и има четири тома.

### Аниме
Оригинална манга је адаптирана у аниме серију која се од 3. октобра 1989. до 27. марта 1990. године емитовала на јапанском каналу TV Tokyo. Анимацију су радили студији Staff 21, Aubekku и Tokyu Agency, док је режију вршио Хитоши Нанба, а сценарио Такаши Јамада (Ojamajo Doremi, Jewelpet, HeartCatch PreCure). Уводну и одјавну шпицу, Be Top и Hateshinaki Charenji, радио је Таку Китахара.